# 핫섹토크
"핫섹토크"는 2015년에 개봉된 대한민국의 로맨스 영화이다.

## 캐스팅
- 앤
- 장윤
- 이호영
- 박윤식